# Canton de Roisel
Le canton de Roisel est un ancien canton français situé dans le département de la Somme et la région Picardie.

## Géographie
Ce canton était organisé autour de Roisel dans l'arrondissement de Péronne. Son altitude variait de 59 m (Tincourt-Boucly) à 152 m (Liéramont) pour une altitude moyenne de 103 m.

## Représentation

### Conseillers généraux de 1833 à 2015
| Période | Période      | Identité                               | Étiquette      | Qualité |
| ------- | ------------ | -------------------------------------- | -------------- | --- |
| 1833    | 1842         | Louis François Leloire                 |                | Propriétaire, cultivateur, maire de Bernes                                                                                      |
| 1842    | 1870         | Armand de Caulaincourt, Duc de Vicence | Droite         | Propriétaire à Caulaincourt (Aisne) Diplomate, Président du Conseil Général (1866-1868) Sénateur (1852-1870)                    |
| 1871    | 1883 (décès) | Victor Vion                            |                | Propriétaire terrien et industriel sucrier à Saint-Emilie Maire de Villers-Faucon                                               |
| 1883    | 1891 (décès) | Antoine Cattiaux                       |                | Officier de santé, Heudicourt                                                                                                   |
| 1891    | 1912 (décès) | Henri Vion                             | Républicain    | Propriétaire terrien et industriel sucrier à Saint-Emile (commune de Villers-Faucon) Maire de Villers-Faucon Député (1905-1910) |
| 1912    | 1919         | Emmanuel Trocmé-Pivron                 | Rad.           | Pharmacien, maire de Roisel |
| 1919    | 1921 (décès) | Achille Provins                        | Rad.           | Médecin, maire de Roisel (1919-1921), conseiller d'arrondissement                                                               |
| 1921    | 1928         | Charles Trocmé                         | RG             | Agriculteur, maire d'Epehy (1909-1928)                                                                                          |
| 1928    | 1940         | Gaston Boucourt                        | RG puis Rad.   | Propriétaire-agriculteur Maire de Roisel (1921-1936, 1940-1942 et 1959-1965), conseiller d'arrondissement                       |
|         |              |                                        |                | |
| 1945    | 1949         | Robert Ricaux                          | SFIO           | Instituteur Maire du Ronssoy |
| 1949    | 1973         | Paul Lejeune                           | Rad.           | Agriculteur Maire de Guyencourt-Saulcourt                                                                                       |
| 1973    | 1979         | Jacques Vasseur                        | RI puis UDF-PR | Directeur de sucrerie Maire de Villers-Faucon (1956-1991)                                                                       |
| 1979    | 1992         | Pierre Druin                           | PCF            | Ouvrier agricole Maire de Pœuilly (1971-1995)                                                                                   |
| 1992    | 2015         | Michel Boulogne                        | PS             | professeur de technologie Maire de Roisel de 1989 à 2014 Vice-Président du Conseil Général                                      |

### Conseillers d'arrondissement (de 1833 à 1940)
Le canton de Roisel avait deux conseillers d'arrondissement.
| Période                                  | Période      | Identité                                  | Étiquette   | Qualité |
| ---------------------------------------- | ------------ | ----------------------------------------- | ----------- | --- |
| 1833                                     | 1836 (décès) | Charles Aubin Hébert (1768-1836)          |             | Propriétaire, maire de Fins                                                                                 |
| 1833                                     | 1848         | Jean Baptiste Olivier Louvet (1795-1871)  |             | Propriétaire cultivateur à Vraignes                                                                         |
| 1836                                     | 1842         | M. Camus                                  |             | Propriétaire à Leuilly                                                                                      |
| 1842                                     | 1852         | Charles Théodore Augustin Cabour          |             | Juge de paix à Roisel, propriétaire à Hervilly                                                              |
|                                          |              |                                           |             | |
|                                          | 1880 (décès) | Charles Coutte (1828-1880)                |             | Président du Conseil d'arrondissement                                                                       |
| 1880                                     | 1882 (décès) | Auguste Désiré Absalon d'Harcourt         | Républicain | Propriétaire à Villers-Faucon                                                                               |
| av.1885                                  | 1894 (décès) | Charles Louis César Cadot                 |             | Cultivateur à Marquaix, suppléant du juge de paix                                                           |
| av.1894                                  | 1894 (décès) | Auguste Désiré Ulysse Gronier (1846-1894) |             | Cultivateur à Hancourt                                                                                      |
|                                          |              |                                           |             | |
| 1913                                     | 1919         | Achille Provins                           | Rad.        | Médecin, conseiller municipal de Roisel (1908-1919)                                                         |
| 1919                                     | 1925         | Gustave Mennecier-Cathier                 | Rad.        | Exploitant d'une entreprise de tissage, conseiller municipal d'Épehy                                        |
| 1925                                     | 1928         | Gaston Boucourt (1886-1965)               | RG          | Propriétaire agriculteur, maire de Roisel                                                                   |
| 1928                                     | 1940         | Maurice Hocquet                           | URD         | Agriculteur, maire de Nurlu                                                                                 |
| 1940                                     |              |                                           |             | Les conseils d'arrondissement ont été suspendus par la loi du 12 octobre 1940 et n'ont jamais été réactivés |
| Les données manquantes sont à compléter. |              |                                           |             | |

## Composition
Le canton de Roisel regroupait 22 communes et comptait 7 689 habitants (recensement de 1999 sans doubles comptes).
| Communes               | Population (2012) | Code postal | Code Insee |
| ---------------------- | ----------------- | ----------- | ---------- |
| Aizecourt-le-Bas       | 60                | 80240       | 80014      |
| Bernes                 | 331               | 80240       | 80088      |
| Driencourt             | 85                | 80240       | 80258      |
| Épehy                  | 1 088             | 80740       | 80271      |
| Fins                   | 257               | 80360       | 80312      |
| Guyencourt-Saulcourt   | 148               | 80240       | 80404      |
| Hancourt               | 100               | 80240       | 80413      |
| Hervilly               | 204               | 80240       | 80434      |
| Hesbécourt             | 65                | 80240       | 80435      |
| Heudicourt             | 502               | 80122       | 80438      |
| Liéramont              | 182               | 80240       | 80475      |
| Longavesnes            | 104               | 80240       | 80487      |
| Marquaix               | 210               | 80240       | 80516      |
| Pœuilly                | 105               | 80240       | 80629      |
| Roisel                 | 1 929             | 80240       | 80677      |
| Ronssoy                | 612               | 80740       | 80679      |
| Sorel                  | 163               | 80240       | 80737      |
| Templeux-la-Fosse      | 171               | 80240       | 80747      |
| Templeux-le-Guérard    | 211               | 80240       | 80748      |
| Tincourt-Boucly        | 389               | 80240       | 80762      |
| Villers-Faucon         | 625               | 80240       | 80802      |
| Vraignes-en-Vermandois | 148               | 80240       | 80812      |

## Démographie
| 1962  | 1968  | 1975  | 1982  | 1990  | 1999  | 2009 |
| ----- | ----- | ----- | ----- | ----- | ----- | ---- |
| 8 243 | 8 768 | 8 014 | 7 835 | 7 733 | 7 689 | -    |